# 7491 Лінзераґ
7491 Лінзераґ (7491 Linzerag) — астероїд головного поясу, відкритий 23 вересня 1995 року.
Тіссеранів параметр щодо Юпітера — 3,319.